# Eumichtis susica
Eumichtis susica là một loài bướm đêm trong họ Noctuidae.